# 순결한 당신

《순결한 당신》는 2008년 12월 22일부터 이듬해 5월 9일까지 방영되었던 SBS 아침연속극이었다.

## 기획의도
이 드라마는 가족의 형태로 얽힌 두 원수 집안의 애기이다. 그런데 그 원수가 된 사연이 참으로 고약하다.
절대 가족이 될 수 없는 더러운 덫에 걸린 두 원수 집안의 자식들의 위태위태한 사랑. 더불어, 이 더러운 악연의 덫에서 빠져나와 순결한 가족이 되려는 이야기가 시작된다.
배신, 증오로 얼룩진 이들의 이야기를 통해 아무리 남만도 못한 가족이라도 결국은 가족이라는 이름아래 진짜 가족으로 변해가는 행복한 이야기를 전하려 한다.

## 등장 인물
- 안재모(강지환)
- 임예원(서단비)
- 박탐희(이미진)
- 강남길(강정용)
- 이휘향(윤순희)
- 독고영재(서유일)
- 송옥숙(김희숙)
- 안신원(강은환)
- 임성언(이수아)
- 김성준(윤순필)
- 이상아(서유희)
- 서승현(최정선)
- 김진아, 강민석, 김지민, 도균